# Errazurizia benthamii
Errazurizia benthamii är en ärtväxtart som först beskrevs av Townshend Stith Brandegee, och fick sitt nu gällande namn av Ivan Murray Johnston. Errazurizia benthamii ingår i släktet Errazurizia och familjen ärtväxter. Inga underarter finns listade i Catalogue of Life.